# Амбелокипи-Менемени
Амбелокипи-Менемени (на гръцки: Δήμος Αμπελοκήπων - Μενεμένης, Димос Амбелокипис-Менеменис) е дем в област Централна Македония на Република Гърция. Демът обхваща две предградия на град Солун. Центърът му е в Амбелокипи (Αμπελόκηποι).

## Селища
Дем Амбелокипи-Менемени е създаден на 1 януари 2011 година след обединение на две стари административни единици – демите Амбелокипи и Менемени по закона Каликратис.

### Демова единица Амбелокипи
Според преброяването от 2001 година дем Амбелокипи (Δήμος Αμπελοκήπων) има 40 959 жители и в него влиза единствено солунският квартал Амбелокипи.

### Демова единица Менемени
Според преброяването от 2001 година дем Менемени (Δήμος Μενεμένης) има 14 910 жители и в него влиза само едно-единствено селище – кварталът на Солун Менемени (Μενεμένη).